# 3533 Тойота
3533 Тойота (3533 Toyota) — астероїд головного поясу, відкритий 30 жовтня 1986 року.
Тіссеранів параметр щодо Юпітера — 3,637.
Названо на честь міста Тойота (яп. とよた(豊田) тойота).